# Методи и технике испитивања когнитивних процеса
Когнитивна психологија јесте емпиријска дисциплина која користи различите методе и технике испитивања. Као и у другим наукама, њихов избор зависи од проблема који се испитује и популације на којој се обавља испитивање. На пример, сложене неуролошке процесе није могуће испитивати интроспекцијом, већ су за то потребни експериментални метод и технике које омогућавају увид у неуралне процесе. Исто тако, испитивања одређених процеса на дечјој популацији захтеваће другачије методе и технике од испитивања истих процеса на одраслима.
Потребно је направити разлику између метода и техника. Под методом се подразумевају начини испитивања у ширем смислу, док се под техником подразумевају специфичности испитивања у оквиру датог метода. У експериментима когнитивне психологије, стимулусе је могуће излагати визуелно или аудитивно, испитаник може да даје одговор притиском на тастер или да понавља стимулусе итд. Код експеримента, постоје и варијације које се огледају у дужини и редоследу приказивања стимулуса, истовременом давању задатака или стимулуса који имају за циљ ометање неког процеса итд. Овакве варијације у оквиру експерименталних техника се називају експерименталне процедуре.

## Експеримент
Експеримент је методолошки поступак који се састоји у намерном изазивању појаве која се испитује. Испитивање се обавља у строго контролисаним условима који могу систематски да се варирају, што омогућава да се експеримент понови или модификује. Изазивање појаве у контролисаним условима подразумева дефинисање стимулуса који ће изазвати одређено понашање и меру у којој ће бити изражена реакција испитаника. Ова својства експеримента се називају варијабле, а оне могу бити: независне, зависне и ирелевантне варијабле, које се такође називају и спољним варијаблама.
Независна варијабла представља материјал који се варира како би се изазвао феномен који се испитује. Независна варијабла може да буде и популација (узорак), на ком се врши испитивање, као и услови под којим се изводи експеримент. Другим речима, под независном варијаблом се подразумева свако варирање експерименталне ситуације које је под контролом експериментатора и за које експериментатор претпоставља да може да утиче на понашање испитаника.
Понашање испитаника до којег је дошло услед дејства независне варијабле се назива зависном варијаблом. Ова варијабла може бити изражена у различитим мерним јединицама. У експериментима у којима се испитују когнитивни процеси могуће је имати више зависних варијабли (време реаговања и проценат грешака).
Ирелевантне варијабле могу да утичу на зависну варијаблу и оне не потичу од независне варијабле. Оне представљају шум и могу да потичу из спољашњих услова (висока температура, бука) и из унутрашњих (умор, емоционално стање). Уколико дође до систематске повезаности ирелевантних варијабли са различитим нивоима независне варијабле, ради се о конфундирајућим варијаблама.
У неким случајевима је могуће отклонити ирелевантне варијабле, док у неким случајевима није (физичка спремност и расположење испитаника). Уколико експериментатор не може да их уклони, он настоји да их контролише, тако што их равномерно распоређује по свим ситуацијама у експерименту. Један од честих начина контроле јесте балансирање експеримента. Тада се варијабле равномерно распоређују по свим факторима и нивоима фактора, а најчешћа варијанта оваквог балансирања је латински квадрат.
Поред латинског квадрата постоје и друге технике контроле ирелевантних варијабли, попут хомогенизације свих услова експеримента, сем оних који се варирају систематски, блоковање, којим се потенцијална конфундирајућа варијабла држи константном на свим нивоима независне варијабле, упросечавање вредности потенцијалне конфундирајуће варијабле по свим нивоима независне варијабле итд.

### Варијанте експерименталног поступка у испитивању когнитивних процеса
Избор метода којим ће се испитивати неки феномен зависи од предмета испитивања и од популације на којој ће се испитивати неки феномен. Постоји неколико варијанти експерименталног метода, које се најчешће користе у когнитивној психологији.
Задатак репродукције јесте задатак који се најчешће користи у испитивању памћења. Испитаницима се даје листа стимулуса, а њихов задатак јесте да понове што већи број елемената са листе. Независна варијабла може да буде број приказаних елемената које треба репродуковати, број понављања листе, врста стимулуса, популација на чијем се узорку врши испитивање... Зависна варијабла може да буде проценат тачно репродукованих елемената, проценат елемената који су били на листи, а испитаник их није тачно репродуковао, а понекад и проценат продукованих елемената који уопште нису били на листи.
Задатак препознавања се одвија тако што се испитаницима приказује листа стимулуса, а затим нова листа у којој се налазе и дистрактори, односно стимулуси који нису били приказани на претходној листи. Задатак испитаника јесте да одговоре да ли су поједини елементи са нове листе били приказани на претходној. Тачност препознавања варира у зависности од сличности дистрактора са претходно приказаним стимулусима: уколико је сличност већа, проценат тачног препознавања је мањи.
Задатак процењивања се најчешће користи у испитивањима менталне организације појмова. На скали процене (обично са пет подеока) испитаници процењују у којој је мери неки појам типични представник дате категорије.
Задатак трансфера се користи за испитивање утицаја претходно наученог материјала за учење новог материјала. У првој фази испитаници уче одређени материјал, а затим, после краће паузе, уче нови материјал. По завршеном учењу новог материјала прати се ефекат претходног учења. Ефекат може бити двојак: претходно научени материјал може да олакша учење (позитиван трансфер), али и да га отежа (негативан трансфер.
Задатак верификације јесте експериментални поступак који се користи у испитивању процеса суђења, тачније, како се долази до закључака и да ли је неки исказ истинит. Стимулуси се најчешће састоје од једноставних исказа, а задатак испитаника јесте да притисне тастер (да/не)  и да одговоре да ли је исказ истинит или није. Зависне варијабле су време протекло од тренутка приказивања исказа до тренутка давања одговора и проценат грешака.
Наведени поступци се најчешће користе када се испитује учење, памћење, расуђивање и организације појмова у дуготрајној меморији. Постоји велики број подваријанти ових поступака. Посебна група техника користи се у експерименталним испитивањима језика, која за циљ имају разумевање когнитивне организације језичке информације и начина њене обраде.
Задаци језичке класификације јесте једна од честих техника којима се испитује обрада језичке информације и која се састоји од приказивања језичких стимулуса, при чему испитаник треба да их класификује по одређеним критеријумима.
Задаци језичке продукције разматрају како се организује језичка информација приликом говора. Језичка продукција може да варира у зависности од контекста, врсте стимулуса, стања у којем се налази испитаник итд. Прва, под називом задатак изговарања, састоји се од визуелног приказивања језичког материјала, а задатак испитаника јесте да приказане стимулусе изговори. Друга техника се састоји у снимању говора под различитим експерименталним условима, са накнадном анализом параметара, као што су мелодија реченице, брзина говора, грешке у изговарању итд.
Остале технике у испитивању језика укључују специфичне технике посматрања покрета очију при читању, дужина читања, утврђивање присуства одређеног језичког стимулуса у контексту итд. У новије време, наведени поступци се комбинују са техникама за испитивање мождане активности (ЕЕГ, ПЕТ скенери, магнетна резонанца).

## Корелациони метод
Поред утврђивања везе између две варијабле, што је одлика експерименталног метода, у емпиријским истраживањима се користи и корелациони метод, чији је циљ да установи да ли постоји сличност промене две варијабле. Уколико постоји повезаност између две варијабле, за њих се каже да су у корелацији.
Степен повезаности изражава се степеном корелације чије вредности варирају од -1 до 1. Уколико са растом једне варијабле расте и друга, говори се о позитивној корелацији, а уколико једна расте, а друга опада, говори се о негативној корелацији. Уколико варијабле не расту, у питању је одсуство корелације.